# OpenMandriva Lx
OpenMandriva Lx是從Mandriva Linux衍生的Linux發行版，由OpenMandriva協會發行。

## 歷史

### 發行版的源頭
OpenMandriva Lx 是一個社區 Linux 發行版。 OpenMandriva 最初是 Mandriva Linux 創建於 2012 年 5 月的一個產品。當時 Mandriva S.A. 通過將其消費產品的開發放棄給 Mandriva 社區來避免破產。 第一個穩定版本（OpenMandriva Lx 2013 “Oxygen”）於 2013 年底發行。

### OpenMandriva 協會
OpenMandriva 協會於 2012 年 12 月 12 日根據 1901 年依據法國法律所成立，代表 OpenMandriva 社群。 該協會負責管理包括 OpenMandriva Lx 在內的免費軟體項目。

### OpenMandriva Lx 開發環境
OpenMandriva Lx 的開發環境是一個 ABF（Automated Build Farm），可以管理原始碼，將其編譯為二進制檔案。 ABF 還創建包存儲庫和 ISO 映像。

## 版本
2013 年底，OpenMandriva Lx 的第一個版本發布。它基於 Mandriva Linux 2011，也就是 ROSA Linux與Mandriva SA 的合併。
OpenMandriva Lx 2014 "Phosphorus" 於2014年5月1日發布。 該版本得到了最初 Mandrake Linux 發行版創始人之一非常正面的評價。
OpenMandriva Lx 2014.2，代號為“The Scion”，是 2014.1 的錯誤修復版本，於 2015 年 6 月 29 日發布。
在 2015 年期間，OpenMandriva 發布了 OpenMandriva Lx 2015 的內部測試alpha版本。由於作業系統是在 2015 年開發的，因此在 2016 年，該版本作為 OpenMandriva Lx 3.0對外測試Beta版本發布。這個新版本對核心系統進行了重大更改——除其他外，也是第一個完全使用 Clang 編譯器而不是 GCC 構建的桌面 Linux 發行版。
OpenMandriva Lx 3.0 的穩定和最終版本於 2016 年 8 月發布， 接續的3.01版在2016年12月發布， 而3.02版於2017年6月發布。 緊隨其後的是 2017 年 11 月發布的 OpenMandriva Lx 3.03。
在發布 OpenMandriva Lx 3.03 之後，OpenMandriva Lx 開發人員開始在 OpenMandriva Lx 4.0 中放棄對 i586 處理器架構的支援。.
於 Lx 3.03 發布後，OpenMandriva Lx 4.0 的開發持續了兩年。
OpenMandriva Lx 4.0 穩定版於 2019 年 6 月發布。 在許多其他更改中，此版本值得注意的是切換到 DNF 安裝包管理員進行軟體管理， 包括Mageia's dnfdragora取代 rpmdrake.

### 版本歷史
| 版本                                                     | 代號名稱    | 發布日期   | 終止支援日期               | 核心版本 |
| -------------------------------------------------------- | ----------- | ---------- | -------------------------- | -------- |
| 2013.0                                                   | Oxygen      | 2013-11-22 | 2014-05-28                 | 3.11.8   |
| 2014.0                                                   | Phosphorus  | 2014-05-09 | 2017-11-21                 | 3.13.11  |
| 2014.1                                                   | Phosphorus  | 2014-10-26 | 2017-11-21                 | 3.15.10  |
| 2014.2                                                   | The Scion   | 2015-06-29 | 2017-11-21                 | 3.18.12  |
| 3.0                                                      | Einsteinium | 2016-08-14 | 2019-07-16                 | 4.6.5    |
| 3.01                                                     | Einsteinium | 2016-12-25 | 2019-07-16                 | 4.9.0    |
| 3.02                                                     | Einsteinium | 2017-06-21 | 2019-07-16                 | 4.11.3   |
| 3.03                                                     | Einsteinium | 2017-11-21 | 2019-07-16                 | 4.13.12  |
| 4.0                                                      | Nitrogen    | 2019-06-16 | 2020-03-01                 | 5.1.9    |
| 4.1                                                      | Mercury     | 2020-02-01 | 2021-03-12                 | 5.5.5    |
| 4.2                                                      | Argon       | 2021-02-12 | 2022-03-07                 | 5.10.14  |
| 4.3                                                      | Dysprosium  | 2022-02-07 | 1 month after 5.0 release  | 5.16.7   |
| 5.0                                                      | Iodine      | 2023-11-25 | 1 month after next release | 6.3.x    |
| ROME                                                     | ROME        | 2023-01-07 | rolling release            | 6.3.x    |
| 格式：舊版本舊版本，仍被支援当前版本最新的预览版未来版本 |             |            |                            |          |

### 開發版本
| 版本                 | 發布日期            | 核心版本 |
| -------------------- | ------------------- | -------- |
| 4.1 RC1              | 2020年1月28日       | 5.5.0    |
| 4.1 Alpha            | 2019 年 11 月 10 日 | 5.3.9    |
| 4.0 RC               | 2019 年 5 月 12 日  | 5.1.0    |
| 4.0 Beta             | 2019 年 2 月 9 日   | 4.20.4   |
| 4.0 主要版本 Alpha 1 | 2018 年 12 月 25 日 | 4.19.8   |
| 4.0 Alpha            | 2018 年 9 月 6 日   | 4.18     |
| 3.0 RC1              | 2016 年 7 月 19 日  | 4.6.4    |
| 3.0 Beta 2           | 2016 年 6 月 27 日  | 4.6.2    |
| 3.0 Beta 1           | 2016 年 4 月 6 日   | 不適用   |
| 3.0 Alpha            | 2015 年 4 月 24 日  | 3.18.11  |
| 3.0 Pre-Alpha        | 2015 年 2 月 3 日   | 不適用   |
| 2014.0 RC1           | 2014 年 4 月 18 日  | 3.13.10  |
| 2014.0 Beta          | 2014 年 3 月 24 日  | 3.13.6   |
| 2014.0 Alpha 2       | 2014 年 2 月 28 日  | 3.12.13  |
| 2014.0 Alpha         | 2014 年 1 月 31 日  | 3.12.8   |

### OpenMandriva Lx 2013.0

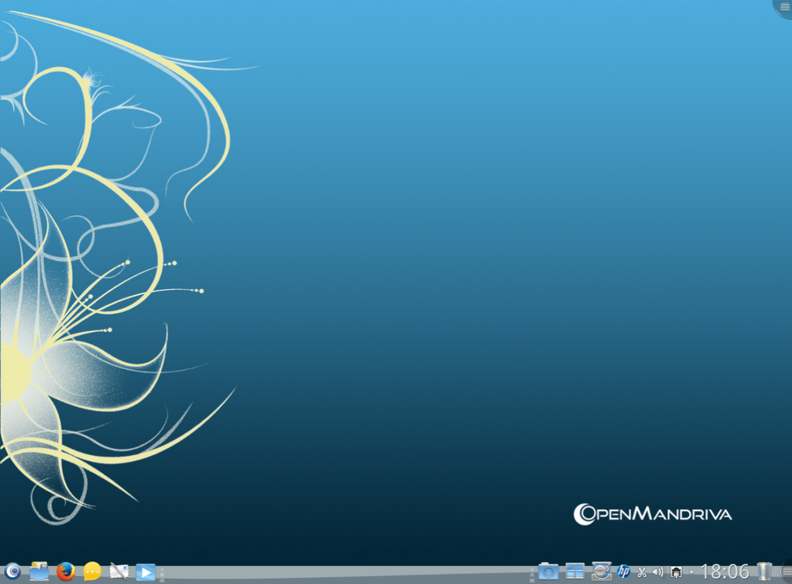
OpenMandriva Lx 2013.0

OpenMandriva Lx 2013.0 於 2013 年 11 月 22 日發布，代號為“Oxygen”。
該版本是 OpenMandriva Lx 的第一個版本，是 Mandriva Linux 2011.0 的衍生。該版本包括 KDE 4.11.2。 OpenMandriva Lx 2013.0 中的啟動選單是 SimpleWelcome，該版本還包括多媒體播放器 ROSA Media Player 1.6、Mozilla Firefox 25.0、LibreOffice 4.1.3 和 Linux 核心 3.11.6。

### OpenMandriva Lx 4.0
OpenMandriva Lx 4.0 將支援 ARM64 (aarch64) 和 ARM v7 (armv7hnl) 架構。 在RISC-V 板發布後，OpenMandriva 將開始將發行版移植到開源 CPU。
OpenMandriva Lx 4.0 的第一個 alpha 版本於 2018 年 9 月 6 日發布。
OpenMandriva Lx 4.0 主要版本 Alpha 1 於 2018 年 12 月 25 日發布，Beta 版於 2019 年 2 月 9 日發布，發布候選版於 2019 年 5 月 12 日發布。
OpenMandriva Lx 4.0 最終版本於 2019 年 6 月 16 日宣布。
在此版本中，OpenMandriva 協會宣布將OpenMandriva Lx 4.0 切換到 RPMv4 並已 dnf取代urpmi。而且rpmdrake 也被 Dnfdragora 取代。
OpenMandriva Lx 4.0 支援  ARM64 (aarch64) 與 ARM v7 (armv7hnl) 架構.
OpenMandriva Lx 4.3 於 2022年二月出版。其版最顯著的改變之一為 PipeWire取代 PulseAudio 變成 OpenMandriva 預設的聲音伺服程序。
OpenMandriva Lx 4.3 最終版本於2022年二月七日發佈。

### OpenMandriva Lx 5.x
penMandriva Lx 5.0版於2023年11月25日出版。

### OpenMandriva ROME (the rolling edition)
OpenMandriva社群於2023年一月發佈"羅馬"版 ("ROME" edition) - 此是專為個別使用者設計的滾動發佈版本(a rolling distribution)。此版將持續更新至可用軟體套件中的最新版。

## 螢幕截圖

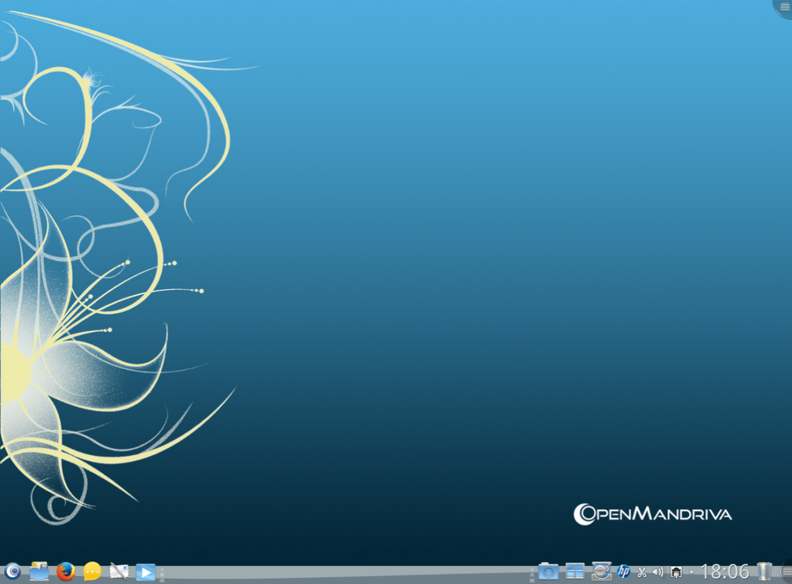
OpenMandriva Lx 2013.0
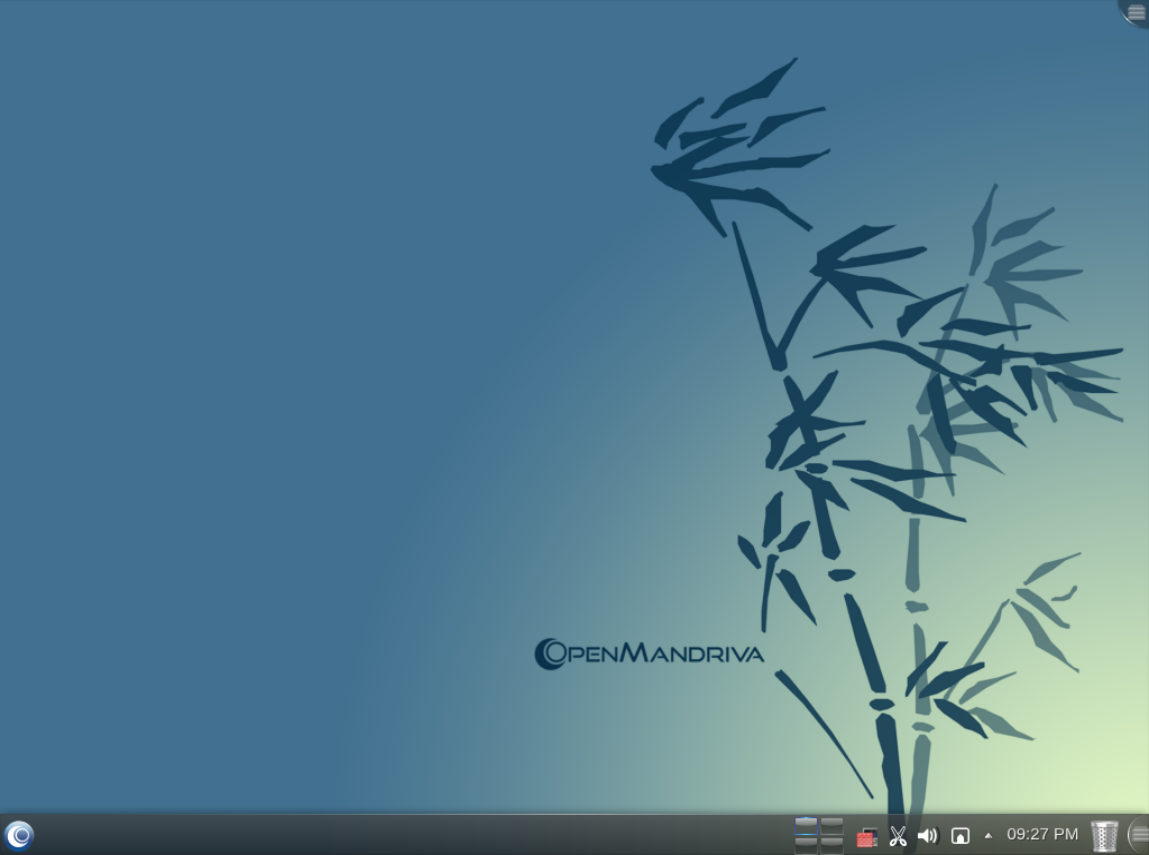
OpenMandriva Lx 2014.0
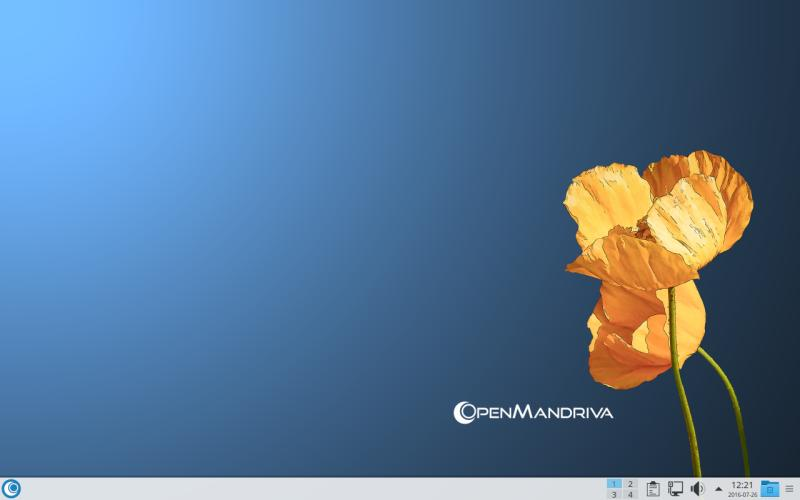
OpenMandriva Lx 3.0
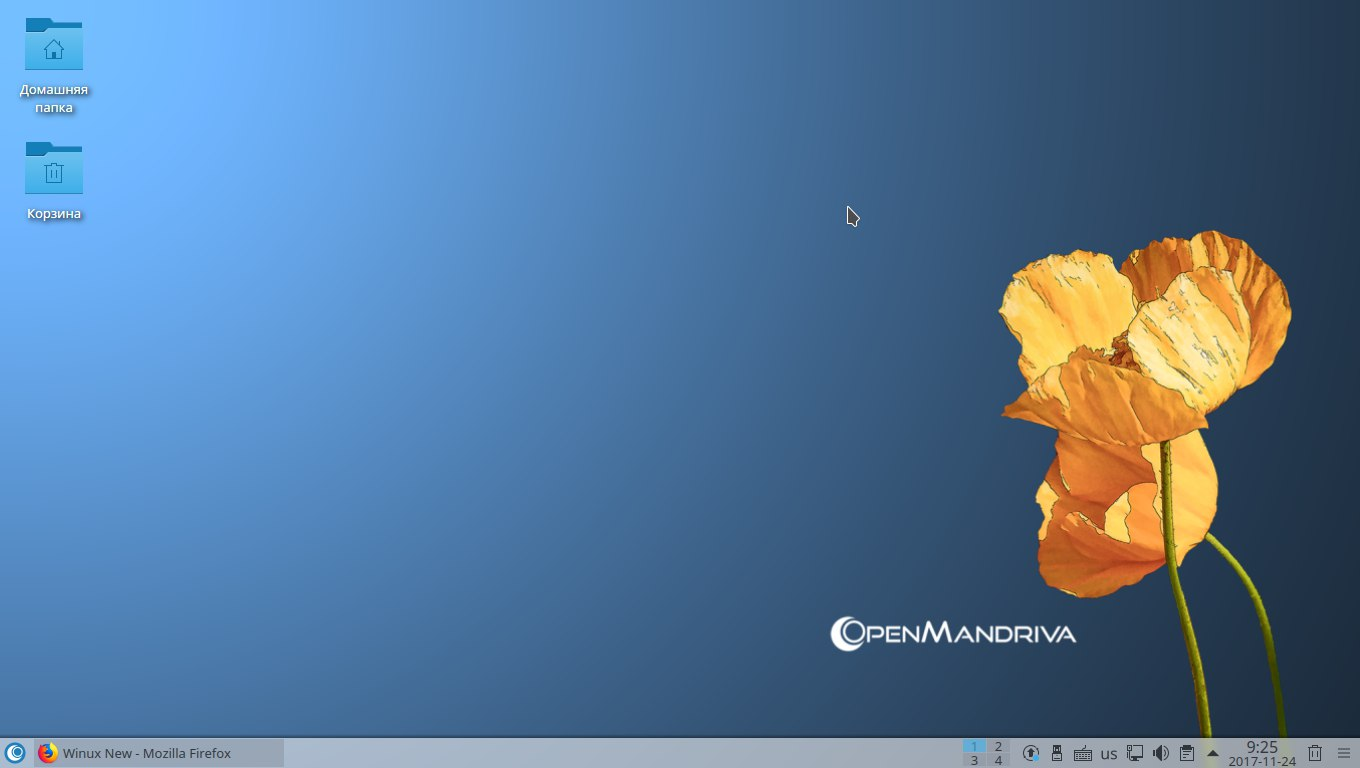
OpenMandriva Lx 3.03

### 更多螢幕抓圖
- OpenMandriva Gallery （页面存档备份，存于）
- OpenMandriva Lx 4.0 screenshots （页面存档备份，存于）

## 外部連結
- 官方网站
- OpenMandriva Lx Forum （页面存档备份，存于）
- OpenMandriva Lx Wiki （页面存档备份，存于）
- OpenMandriva Lx Bugzilla （页面存档备份，存于）
- OpenMandriva Matrix Room （页面存档备份，存于）
- OpenMandriva Lx在DistroWatch上的页面
- OpenMandriva on OpenSourceFeed Gallery （页面存档备份，存于）